# 粋な男
『粋な男』（原題：Fina Estampa）は、ブラジル人ミュージシャン、カエターノ・ヴェローゾが1994年に発表したアルバム。全曲ともスペイン語詞の楽曲のカバーである。

## 解説
ポリグラム・レコードは当初、ヴェローゾをスペイン語圏のマーケットに売り出すため、ヴェローゾのオリジナル曲のスペイン語版によるアルバムを企画したが、最終的にはヴェローゾの案によりラテン・ヒットのカバー集となった。タイトル曲はペルーの作曲家チャブーカ・グランダが残した曲のカバーで、その他にもキューバ、アルゼンチン、メキシコ、パラグアイ、プエルトリコ、ベネズエラといった地域の歌が取り上げられている。1994年6月にはレコーディングとミキシングが終了し、ヴェローゾは6月から7月にかけて、ジルベルト・ジルと共に「トロピカリア・デュオ」としてヨーロッパやアメリカでツアーを行った。
Alvaro Nederはオールミュージックにおいて5点満点中4.5点を付け「弦楽器、木管楽器、チェロ、それにリズム・セクションに乗って、ヴェローゾが見事な解釈の（ビブラートを排除した）ボーカルを聴かせる、繊細で優美なアコースティック作品」と評している。

## 収録曲
1. 青いルンバ - "Rumba Azul" (Armando Orefiche) - 3:44
2. ペカード（罪） - "Pecado" (Armando Pontier, Carlos Bahr, Enrique Mario Francini) - 4:36
3. マリア・ボニータ - "Maria Bonita" (Agustín Lara) - 3:04
4. 遠く離れても - "Contigo en la Distancia" (César Portillo de la Cuz) - 3:13
5. イパカライの想い出 - "Recuerdos de Ypacarai" (Zulema de Mirkin, Demetrio Ortiz) - 2:42
6. 粋な男 - "Fina Estampa" (Chabuca Granda) - 3:34
7. アレリのつぼみ - "Capullito de Aleli" (Rafael Hernández) - 3:14
8. ドレス一枚と愛ひとつ - "Un Vestido y un Amor" (Fito Páez) - 4:06
9. マリア・ラ・オ - "Maria la O" (Ernesto Lecuona) - 3:18
10. 満月のトナーダ - "Tonada de Luna Llena" (Simón Díaz) - 3:10
11. 緑色のワニ - "Mi Cocodrilo Verde" (José Dolores Quiñones) - 2:35
12. ラメント・ボリンカーノ - "Lamento Borincano" (R. Hernández) - 5:25
13. 去っておくれ - "Vete de Mi" (Virgilio Expósito, Homero Expósito) - 2:36
14. つばめ - "La Golondrina" (N. Serradell, N. Zamacois) - 2:41
15. 南に帰る - "Vuelvo Al Sur" (Astor Piazzolla, Fernando Solanas) - 4:05